# Hoàng Văn Lượng
Hoàng Văn Lượng (1949-2007) là một Thiếu tướng Quân đội nhân dân Việt Nam. Ông từng giữ chức vụ Phó Tư lệnh Quân khu 3, đại biểu Quốc hội Việt Nam khóa XI, thuộc đoàn đại biểu Ninh Bình.